# Билінкін Федір Іванович
Фе́дір Іва́нович Билі́нкін (* 24 травня 1882, Твер — ? після 1918) — російський та український інженер та авіаконструктор, один з першопрохідців літакобудування.

## Життєпис
Походить з родини багатого купця, випускник Київського політехнічного інституту.
Входив до складу київського гуртка — з 1909 перейменоване в товариство — авіаконструкторів під керівництвом М. Б. Делоне.
Разом із інститутськими товаришами — Ігорем Сікорським і Василем Володимировичем Йорданом — брав участь у створенні літаків БІС-1, котрий потім перебудовано у БІС-2 — абревіатура від Билінкін, Йордан, Сікорський. Серед помічників були майбутній авіаконструктор Георгій Адлер, Анатолій Серебренников.
На БІС-2 3 червня 1910 року в присутності спортивних комісарів Київського товариства повітроплавання Ігор Сікорський виконує вдалий політ — по прямій, завдовжки 182 м на висоті 1,2 м тривалістю 12 секунд. Це був перший літак, побудований на теренах Російської імперії, котрий піднявся в повітря. В подальшому здійснено близько 50 польотів на висоті 10 метрів, але з малою часовою тривалістю.
Згодом покинув авіацію та став займатися автомобілями. 1911 року у власному ангарі на Сирецькому аеродромі побудував «Билінкін-біплан».
Подальша доля невідома.